# Marcgravia roonii
Marcgravia roonii är en tvåhjärtbladig växtart som beskrevs av S. Dressler. Marcgravia roonii ingår i släktet Marcgravia och familjen Marcgraviaceae. Inga underarter finns listade i Catalogue of Life.